# (10774) Eisenach
(10774) Eisenach  es un asteroide perteneciente al cinturón de asteroides, descubierto el 15 de enero de 1991 por Freimut Börngen desde el Observatorio Karl Schwarzschild, en Alemania.

## Designación y nombre
Designado inicialmente como 1991 AS2. Fue nombrado por Eisenach, una ciudad de Turingia, fundada en el siglo XII, con una ubicación privilegiada. Johann Sebastian Bach nació allí en 1685 y vivió allí durante sus primeros diez años.

## Características orbitales
Eisenach orbita a una distancia media del Sol de 2,398 ua, pudiendo acercarse hasta 2,003 ua y alejarse hasta 2,793 ua. Tiene una excentricidad de 0,165 y una inclinación orbital de 4,838° grados. Emplea en completar una órbita alrededor del Sol 1356,09 días.

## Características físicas
Su magnitud absoluta es 14,96. Tiene 2,960 km de diámetro. Su albedo se estima en 0,291.